# Unité fonctionnelle vertébrale
L'unité fonctionnelle vertébrale, concept créé en 1966 par le Dr Jérome d'Ornano, constitue une tentative d'explication de la dysfonction mécanique segmentaire vertébrale et de son traitement par manipulation vertébrale.
Il s'agit de l'ensemble des structures situées entre deux vertèbres contigües (« segment mobile » de Junghanns) qui forment un tout indissociable dans la fonction, et qui comprend le disque intervertébral, les articulations interapophysaires, et le système ligamentaire et musculaire d'union.
Toute atteinte d'un élément entrainera la perturbation globale de ce système interdépendant.